# Irene und Paul Hellmann
Irene Hellmann, geb. Redlich (* 3. November 1882 in Göding; † 6. März 1944 in Auschwitz), und Paul Hellmann (* 19. April 1876 in Wien; † 9. Dezember 1938 ebenda) waren Kunstförderer aus Österreich.

## Leben

### Herkunft und gesellschaftliches Leben
Sowohl Irene Redlich als auch Paul Hellmann stammten aus jüdischen Industriellenfamilien, die im 19. Jahrhundert in das Wiener Großbürgertum aufgestiegen waren. Die mährische Familie Redlich war in der Zuckerindustrie und Ziegelproduktion tätig. Irenes Bruder war der Jurist und Politiker Josef Redlich. Paul Hellmann war Großindustrieller als Präsident der P. Hellmann AG für Textilindustrie. Sein Onkel war Isidor Singer.
1901 heiratete das Paar. Es hatte drei Kinder: Bernhard (1903–1943), Ernst (1905–1980) und Ilse (1908–1998).
Das Ehepaar Hellmann war mit Vertretern der Wiener Kunstszene rund um die Jahrhundertwende befreundet – zu ihren Kontakten zählten Hugo von Hofmannsthal, Arthur Schnitzler, Gustav Mahler und Richard Strauss. Der Briefwechsel des Ehepaars Hellmann mit Hugo von Hofmannsthal ist erhalten geblieben, insgesamt 67-mal schrieb Hofmannsthal an die Hellmanns. Richard Strauss widmete sein Schlechtes Wetter (Opus 69, Nr. 5) sowie sein Opus 66 der Irene Hellmann. Sohn Bernhard Hellmann war eng mit Konrad Lorenz befreundet, bevor sich dieser dem Nationalsozialismus zuwandte.
Wie in jener Zeit üblich, war die Wohnung der Hellmanns als Salon Treffpunkt der Gesellschaft. Hier fanden regelmäßig Dichterlesungen und Hausmusikabende statt. Das Lied von der Erde von Gustav Mahler erfuhr hier 1911 seine Uraufführung. Die Saloneinrichtung wurde 1904 von Koloman Moser gestaltet. Paul Hellmann besaß drei Stradivaris und spielte selbst Geige. Zudem war Hellmann Amateurfotograf und fertigte Fotografien von vieler seiner Bekanntschaften an.
Paul Hellmann kaufte 1917 das Klimt-Gemälde Der Blinde um 4.000 Kronen, in der Folge war es bis mindestens 1932 im Besitz von Irene Hellmann. 1914 beteiligte sich Paul Hellmann an der Rettung der Wiener Werkstätte aus finanziellen Schwierigkeiten.

### Salzburger Festspiele
Max Reinhardt und Hugo von Hofmannsthal hatten 1918 mit der Konzeption der Salzburger Festspiele begonnen. Ein Jahr später sandte Hofmannsthal dem Ehepaar Hellmann einen Brief mit dem Begehren, mit Paul Hellmann „über diese Salzburger Sache zu sprechen“.
Bei der dritten Generalversammlung des Direktoriums der Salzburger Festspielhausgemeinde am 21. August 1920 wurde Paul Hellmann in dieses Gremium gewählt. Er fungierte in den folgenden Jahren als Geldgeber für die Festspiele. 1924 kam es im Direktorium zum Streit zwischen zwei Fraktionen, nachdem die Festspiele in diesem Jahr nicht stattfinden hatten können. Hellmann schied in Treue zum zurückgetretenen Präsidenten Richard Strauss aus dem Direktorium aus.

### Lebensende
Im folgenden Jahrzehnt traten die Hellmanns weniger öffentlich auf als zuvor. Paul Hellmann, der 1910 noch einer von rund 900 Millionären in Wien gewesen war, kam zunehmend in finanzielle Nöte. Hugo von Hofmannsthal schrieb 1927 an Irene, „diesmal nun weiß ich, daß es absolute [Sorgen] sind, wie sie im Gefolge ungeheurer Umwälzungen über fast alle bürgerlichen Existenzen unserer Länder gekommen sind, und wie ich sie freilich Ihnen gerne erspart gedacht hätte“.
Paul Hellmann starb 1938 kurz nach dem „Anschluss“ Österreichs an das nationalsozialistische Deutschland. Das Ferienhaus der Hellmanns in Altaussee wurde „arisiert“.
Irene Hellmann emigrierte in die Niederlande zu ihrem Sohn, wo sie sich ab Sommer 1940 vor den neuen Machthabern verstecken musste. Aus rasch wechselnden Wohnadressen schrieb Irene Hellmann mehrere Briefe an Familienmitglieder, die das Leben der jüdischen Unerwünschten schilderten.
Im Frühling 1943 wurde Sohn Bernhard Hellmann verraten und nach Sobibor gebracht, am 2. April 1943 wurde er im Alter von 39 Jahren umgebracht. Irene Hellmann wurde am 6. Mai 1944 nach Auschwitz deportiert und am selben Tag ermordet.

## Nachwirken
Das Ehepaar Hellmann verschwand, ähnlich wie andere Wiener Großbürgerfamilien jüdischer Herkunft, nach der Herrschaft der Nationalsozialisten aus dem kollektiven Gedächtnis.
Das Jüdische Museum Wien zeigte 2021 die Ausstellung „Jedermanns Juden. 100 Jahre Salzburger Festspiele“, im Rahmen derer sich auch dem Ehepaar Hellmann gewidmet wurde.